# Gwatemala na Letnich Igrzyskach Olimpijskich 1968
Gwatemalę na Letnich Igrzyskach Olimpijskich 1968 reprezentowało 48 zawodników: 47 mężczyzn i 1 kobieta. Był to 2. start reprezentacji Gwatemali na letnich igrzyskach olimpijskich.

## Skład kadry

### Boks
Mężczyźni
- Mario Mendoza - waga kogucia - 33. miejsce
- Eugenio Boches - waga lekkośrednia - 19. miejsce

### Lekkoatletyka
Mężczyźni
- Julio Quevedo

1500 metrów - odpadł w eliminacjach
5000 metrów - odpadł w eliminacjach
3000 metrów z przeszkodami - odpadł w eliminacjach
- Carlos Cuque - maraton - 39. miejsce
- Fulgencio Hernández - maraton - 52. miejsce
- Julio Ortíz - chód 20 km - 28. miejsce
- Teodoro Palacios - skok wzwyż - 22. miejsce

### Kolarstwo
Mężczyźni
- Saturnino Rustrián - wyścig indywidualny ze startu wspólnego - 22. miejsce
- Evaristo Oliva - wyścig indywidualny ze startu wspólnego - 48. miejsce
- Jorge Inés - wyścig indywidualny ze startu wspólnego - 49. miejsce
- Francisco Cuque - wyścig indywidualny ze startu wspólnego - nie ukończył
- Saturnino Rustrián, Evaristo Oliva, Jorge Inés, Francisco Cuque - wyścig drużynowy, 100 km - 21. miejsce

### Piłka nożna
Mężczyźni
- Alberto López, Antonio García, Armando Melgar Nelson, Armando Melgar Retolaza, Carlos Valdez, David Stokes, Edgar Chacón, Horacio Hasse, Hugo Montoya, Hugo Peña, Hugo Torres, Ignacio González, Jeron Slusher, Jorge Roldán, Julio Rodolfo García, Llijon León, Luis Villavicencio, Ricardo Clark, Roberto Camposeco - 5. miejsce

### Pływanie
Mężczyźni
- Ramiro Benavides

200 metrów st. dowolnym - odpadł w eliminacjach
100 metrów st. motylkowym - odpadł w eliminacjach
200 metrów st. motylkowym - odpadł w eliminacjach
- Antonio Cruz

100 metrów st. grzbietowym - odpadł w eliminacjach
200 metrów st. grzbietowym - odpadł w eliminacjach
400 metrów st. zmiennym - odpadł w eliminacjach
Kobiety
- Silvana Asturias

100 metrów st. dowolnym - odpadła w eliminacjach
200 metrów st. dowolnym - odpadła w eliminacjach
400 metrów st. dowolnym - odpadła w eliminacjach
800 metrów st. dowolnym - odpadła w eliminacjach

### Podnoszenie ciężarów
Mężczyźni
- Francisco Echevarría - waga piórkowa - 20. miejsce

### Strzelectwo
Mężczyźni
- Fernando Samoya - pistolet szybkostrzelny, 25 m - 29. miejsce
- Víctor Castellanos - pistolet szybkostrzelny, 25 m - 33. miejsce
- Gerardo Castañeda - pistolet, 50 m - 39. miejsce
- Francisco Sandoval - pistolet, 50 m - 59. miejsce
- José Marroquín - karabin dowolny, trzy postawy, 300 m - 29. miejsce
- Félipe Ortíz - karabin dowolny, trzy postawy, 300 m - 30. miejsce
- Otto Brolo

karabin małokalibrowy, trzy postawy, 300 m - 53. miejsce
karabin małokalibrowy, leżąc, 300 m - 78. miejsce
- Leonel Fernández - karabin małokalibrowy, trzy postawy, 300 m - 56. miejsce
- Pablo Sittler - karabin małokalibrowy, leżąc, 300 m - 79. miejsce

### Zapasy
Mężczyźni
- Gustavo Ramírez

Styl klasyczny, waga musza - niesklasyfikowany
Styl wolny, waga musza - niesklasyfikowany
- Javier Raxón

Styl klasyczny, waga kogucia - niesklasyfikowany
Styl wolny, waga kogucia - niesklasyfikowany
- José Luis García

Styl klasyczny, waga piórkowa - niesklasyfikowany
Styl wolny, waga piórkowa - niesklasyfikowany
- Ángel Aldama

Styl klasyczny, waga lekka - niesklasyfikowany
Styl wolny, waga lekka - niesklasyfikowany
- José Manuel Hernández

Styl klasyczny, waga średnia - niesklasyfikowany
Styl wolny, waga średnia - niesklasyfikowany